# Renato Castellani
Renato Castellani, född 4 september 1913 i Varigotti, Finale Ligure, Ligurien, död 28 december 1985 i Rom, var en italiensk filmregissör och manusförfattare. Han räknas som en av de främsta företrädarna för den italienska neorealismen.

## Biografi
Castellani var son till italienska emigranter i Argentina och föddes i Italien enbart för att hans mor reste hem just av det skälet. När sonen var fyra månader gammal återvände hon till Rosario i Argentina där Castellani kom att tillbringa de tolv första åren av sitt liv. Därefter återvände familjen till Italien och Castellani avslutade sin skolgång i Genua. Efter skolan flyttade han till Milano där han studerade till arkitekt. Han deltog som ingenjörofficer i Abessinienkriget där han 1936 beordrades att vara filmregissören Mario Camerinis militäre rådgivare vid färdigställandet av dennes propagandafilm Il grande appello. Bekantskapen ledde till byte av yrkesinriktning och efter kriget började Castellani arbeta som regiassistent och scenograf för Camerini och Alessandro Blasetti.
Castellani debuterade som regissör 1942 med Un colpo di pistola som baserades på en novell av Aleksandr Pusjkin omarbetad av regissören tillsammans med Mario Bonfantini, Corrado Pavolini, Mario Soldati och Alberto Moravia. Castellani utvecklade en komedistil som präglas av slagfärdighet, snabbt tempo och festliga personer. Bland hans filmer kan speciellt nämnas För två öre hopp (Due soldi di speranza), som vann förstapriset vid filmfestivalen i Cannes 1952, Romeo och Julia som vann Guldlejonet vid filmfestivalen i Venedig 1954 och Spöke på italienska (1968), med Sophia Loren i huvudrollen, som var en filmatisering av Eduardo De Filippos pjäs Questi fantasmi!. Castellani var också en av fyra manusförfattare till Vittorio de Sicas film Giftas på italienska (1964) som var en filmatisering av samme De Filippos pjäs Filumena Marturano. Av nämnda filmer var För två öre hopp den tredje filmen i en neorealistisk trilogi. Trilogins två första filmer var Sotto il sole di Roma (1948) och È primavera... (1950), av vilka den sistnämnda vid en något sen svensk premiär 1964 fick titeln Vårkänslor.

## Filmografi
- Un colpo di pistola (1941)
- Zazà (1944)
- La donna della montagna (1943)
- Mio figlio professore (1946)
- Sotto il sole di Roma (1948)
- È primavera! (1949)
- För två styver hopp (1951)
- Romeo och Julia (1954)
- I sogni nel cassetto (1957)
- Nella città l'inferno (1958)
- Il brigante (1961)
- Mare matto (1963)
- Controsesso (1964)
- Tre notti d'amore (1964)
- Questi fantasmi (1967)
- Una breve stagione (1969)